# Чипр'ян Петре Порумб
Чипр'ян Петре Порумб (нар. 6 березня 1971) — колишній румунський тенісист.
Найвищу одиночну позицію світового рейтингу — 394 місце досяг 4 травня 1992, парну — 275 місце — 20 вересня 1993 року.

## Фінали турнірів ATP за кар'єру

### Парний розряд: 1 (0–1)
| Легенда                                     |
| ------------------------------------------- |
| Турніри Великого шлема (0–0)                |
| Фінали Світового туру ATP (0–0)             |
| Серія Мастерс 1000 Світового Туру ATP (0–0) |
| Серія 500 Світового туру ATP (0–0)          |
| Серія 250 Світового туру ATP (0–1)          |

| Фінали за покриттям |
| ------------------- |
| Тверде (0–0)        |
| Ґрунт (0–1)         |
| Трава (0–0)         |
| Килим (0–0)         |

| Результат | W/L | Дата     | Турнір            | Покриття | Партнер      | Суперники                | Рахунок  |
| --------- | --- | -------- | ----------------- | -------- | ------------ | ------------------------ | -------- |
| Поразка   | 0–1 | Вер 1993 | Бухарест, Румунія | Ґрунт    | Георге Косак | Менно Остінг Лібор Пімек | 6–7, 6–7 |